# Рєпа Вікторія
Вікторія Рєпа (14 листопада 1992, Новобахмутівка, тепер Очеретинська селищна громада, Донецька область) — українська підприємиця, CEO та засновниця української продуктової компанії BetterMe, спікерка.

## Життєпис

### Освіта
Народилася 14 листопада 1992 року в селі Новобахмутівка Донецької області.
У 2014 році закінчила Донецький національний університет та переїхала до Києва, здобувши стипендію в Київській школі економіки.
У 2015 році закінчила Київську школу економіки за спеціальністю економіка бізнесу та фінансів.
У 2019 році закінчила Стенфордську короткострокову програму (Executive Program for Growing Companies).
У 2022 році Вікторія пройшла навчання в Institute for Integrative Nutrition та стала сертифікованим коучем зі здоров’я.

### Кар'єра
Після закінчення навчання півтора року працювала у Procter & Gamble, на позиції Finance Manager Transportation & Warehouse (відповідала за бюджетування логістики в Україні).
У 2016 році працювала аналітиком, відповідальним за оцінку медіаконтенту в компанії Genesis.
У травні 2017 року запустила першу версію додатку BetterMe — BetterMe: Weight Loss Workouts; у серпні 2017 року відбувся його реліз. 
Згодом заснувала компанію BetterMe, запустивши першу версію застосунку BetterMe, назву якого пізніше було змінено на BetterMe: Health Coaching. У 2018 році BetterMe зайняв перше місце за кількістю завантажень у США; загалом за рік додаток завантажили понад 20 млн разів. У 2021 кількість скачувань становила понад 100 млн разів.
У 2018-му році Вікторія запустила застосунок BetterMe: Meditation & Sleep, назву якого згодом було змінено BetterMe: Mental Health. Також у 2018-му було створено додаток BetterMen.
У 2021 році Вікторія разом з командою запустила BetterMe Store з власним брендом спортивного одягу та товарами для здорового й активного способу життя.

### Громадська діяльність
Беручи участь у міжнародних заходах, Вікторія Рєпа просуває тему цілісного підходу до здоров’я, успішного жіночого лідерства, та стійкості українського бізнесу. У жовтні 2019 року Вікторія Рєпа стала першою жінкою з України, яку відібрали для участі в технологічному бізнес-таборі Apple Entrepreneur Camp.
У 2020 році брала участь у панелі Tech Founders на Всесвітньому економічному форумі в Давосі.
У 2022 Вікторія стала спікером Forbes 30 Under 30 Summit EMEA, а також виступила на головній сцені технологічної конференції, Web Summit Lisbon 2022. У 2023 Вікторія у ролі спікера відвідала Web Summit Rio.
Також у 2023 стала єдиним українським спікером на щорічній міжнародній технологічній виставці-фестивалі London Tech Week.
У 2023 році Вікторія Рєпа стала спікером на заході Ukraine Support Fund Summit від Google for Startups.
Крім того, у 2023 Вікторія підняла тему жіночого лідерства на WomenTech Global Conference. А також взяла участь у панелі Sifted Summit щодо майбутнього femtech.

## Рейтинги та нагороди
У 2020 році потрапила в Топ-20 найактивніших жінок в IT за версією Ukraine Innovation Awards 2020.
У 2020 році стала європейською стартап-інфлюенсеркою року за версією HackerNoon.
У березні 2020 року потрапила у Forbes 30 Under 30 Europe 2020 у категорії «Технологія».
У 2020 році здобула перемогу в номінації «Найкраща жінка-інфлюенсер року в Європі».
У 2020 році увійшла до списку «ТОП-50: найвпливовіші жінки Європи у сфері стартапів та венчурного капіталу».
У 2021 році в Топ-55 ІТ-підприємців року за версією редакції MC.today.
У 2021 році в «ТОП-30 успішних українок у бізнесі» за версією НВ.
У 2022 році увійшла до ТОП-5 підприємців року за версією Forbes Україна.
У 2022 отримала бронзову нагороду від Stevie Award у категорії “Найкраща підприємиця в Європі, на Близькому Сході та Африці”.
У 2022 отримала нагороду від Corporate Excellence Award BetterMe “Most Innovative Health & Fitness Technology Executive”.
У 2022 увійшла у список ТОП-100 жінок-підприємців світу від The Global Woman Magazine.